# Acharia (vlindergeslacht)
Acharia is een geslacht van vlinders uit de familie van de slakrupsvlinders (Limacodidae).

## Soorten
- A. brunnus (Cramer, 1777)
- A. stimulea (Clemens, 1860)